# Championnat de Zambie de football 2013
Navigation
Saison précédente Saison suivante
La saison 2013 du Championnat de Zambie de football est la cinquante-deuxième édition de la première division en Zambie. Les seize meilleures équipes du pays sont regroupées au sein d'une poule unique où elles s'affrontent deux fois, à domicile et à l'extérieur. En fin de saison, les quatre derniers du classement sont relégués et remplacés par les deux premiers de chacune des deux groupes géographiques de Zambian Second Division, la deuxième division zambienne.
C'est le club du Nkana FC qui remporte le championnat cette saison après avoir terminé en tête du classement, avec deux points sur ZESCO United FC et huit sur Nchanga Rovers FC. C'est le douzième titre de champion de Zambie de l'histoire du club, le premier depuis celui obtenu en 2001.

## Les clubs participants
| - Konkola Blades FC - Power Dynamos FC - Nchanga Rovers FC - Roan United FC - Green Buffaloes FC - Lime Hotspurs FC - Promu de Second Division - Nkana FC - Konkola Mine Police | - Red Arrows FC - Zanaco FC - ZESCO United FC - Forest Rangers FC - NAPSA Stars Lusaka - Kalulushi Modern Stars FC - Promu de Second Division - Kabwe Warriors FC - Promu de Second Division - Nkwazi FC - Promu de Second Division |

## Compétition
Le barème de points servant à établir le classement se décompose ainsi :
- Victoire : 3 points
- Match nul : 1 point
- Défaite : 0 point

### Classement
| Rang | Équipe                     | Pts | J  | G  | N  | P  | Bp | Bc | Diff |
| ---- | -------------------------- | --- | -- | -- | -- | -- | -- | -- | ---- |
| 1    | Nkana FC                   | 59  | 30 | 17 | 8  | 5  | 45 | 25 | +20  |
| 2    | ZESCO United FC            | 57  | 30 | 16 | 9  | 5  | 52 | 22 | +30  |
| 3    | Nchanga Rovers FC          | 51  | 30 | 15 | 6  | 9  | 37 | 30 | +7   |
| 4    | Red Arrows FCC             | 47  | 30 | 11 | 14 | 5  | 30 | 22 | +8   |
| 5    | Zanaco FC                  | 49  | 30 | 13 | 10 | 7  | 41 | 26 | +15  |
| 6    | Green Buffaloes FC         | 45  | 30 | 12 | 9  | 9  | 34 | 29 | +5   |
| 7    | Konkola Blades FC          | 44  | 30 | 12 | 8  | 10 | 29 | 29 | 0    |
| 8    | Power Dynamos FC           | 42  | 30 | 11 | 9  | 10 | 33 | 30 | +3   |
| 9    | Roan United FC             | 41  | 30 | 10 | 11 | 9  | 32 | 29 | +3   |
| 10   | Kabwe Warriors FCP         | 40  | 30 | 11 | 7  | 12 | 27 | 27 | 0    |
| 11   | Konkola Mine Police        | 38  | 30 | 11 | 5  | 14 | 26 | 37 | -11  |
| 12   | NAPSA Stars Lusaka         | 37  | 30 | 10 | 7  | 13 | 28 | 35 | -7   |
| 13   | Nkwazi FCP                 | 34  | 30 | 9  | 7  | 14 | 29 | 34 | -5   |
| 14   | Lime Hotspurs FCP          | 27  | 30 | 7  | 6  | 17 | 23 | 49 | -26  |
| 15   | Kalulushi Modern Stars FCP | 24  | 30 | 6  | 6  | 18 | 24 | 43 | -19  |
| 16   | Forest Rangers FC          | 18  | 30 | 2  | 12 | 16 | 20 | 43 | -23  |

|  | Qualification pour la Ligue des champions de la CAF 2014 |
|  | Qualification pour la Coupe de la confédération 2014     |
|  | Relégation directe en Division One                       |
|  | T : Tenant du titre P : Promu de Second Division         |

## Bilan de la saison
| Championnat de Zambie de football 2013 |                           |
| Champion                               | Nkana FC (12e titre)      |
| Coupes et trophées                     |                           |
| Vainqueur de la Coupe de Zambie 2013   | Red Arrows FC             |
| Qualifications continentales           |                           |
| Ligue des champions de la CAF 2014     | Nkana FC                  |
| Coupe de la confédération 2014         | ZESCO United FC           |
| Promotions et relégations              |                           |
| Promus en Premier League               | Green Eagles FC           |
| Promus en Premier League               | National Assembly FC      |
| Promus en Premier League               | Nakambala Leopards FC     |
| Promus en Premier League               | Indeni Ndola FC           |
| Relégués en Division One               | Lime Hotspurs FC          |
| Relégués en Division One               | Kalulushi Modern Stars FC |
| Relégués en Division One               | Nkwazi FC                 |
| Relégués en Division One               | Forest Rangers FC         |